# فيندي
فيندي (بالإنجليزية: Fendi) هي دار أزياء إيطالية فاخرة ومشهورة بتصميمها لحقائب اليد الفاخرة. وقد بدأت في عام 1925 بمتجر للفرو والجلديات في روما، أما الآن فهي ماركة عالمية للبضائع الفخمة وتملكها مجموعة لويس فيتون.

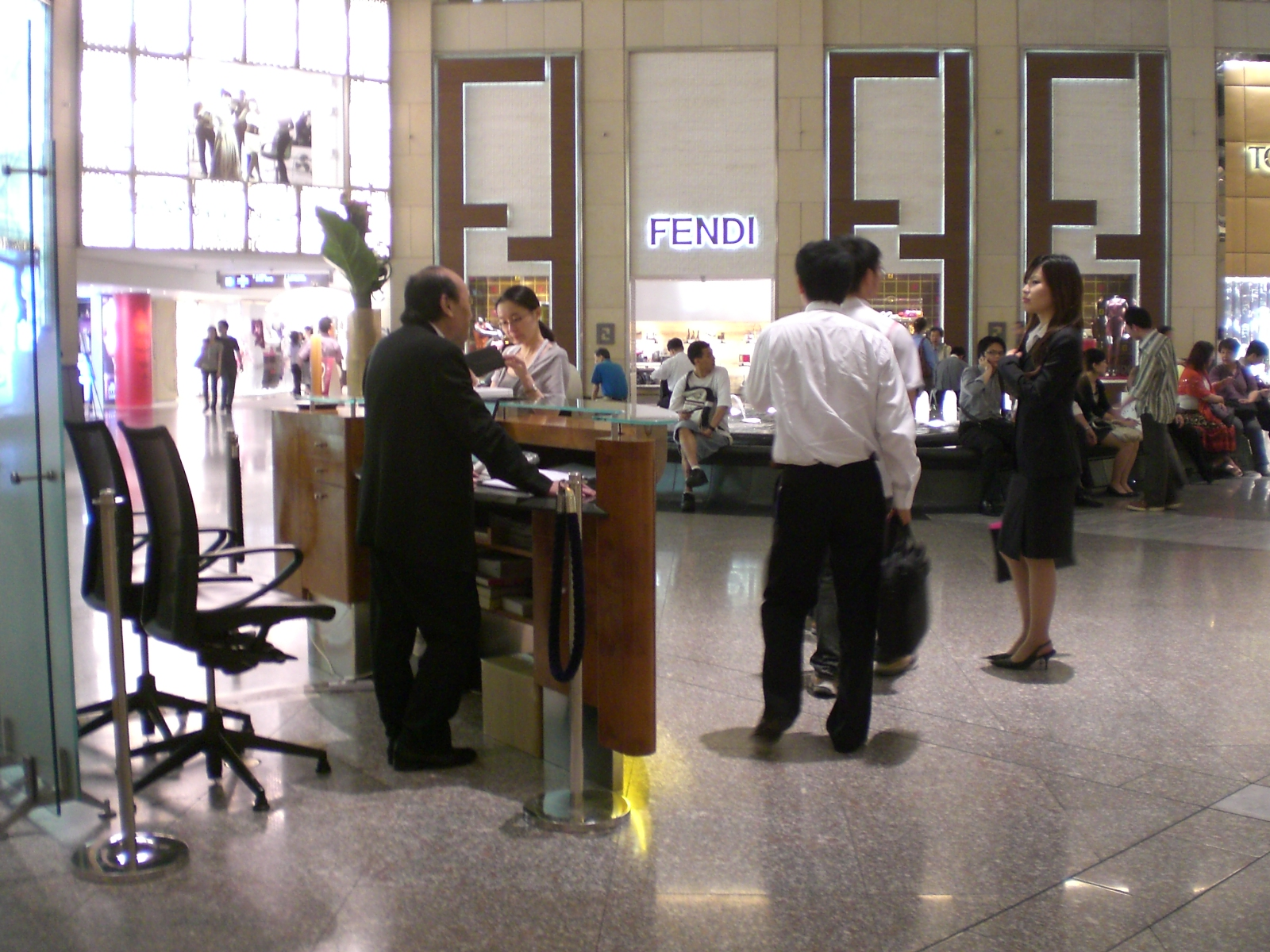
معرض فندي في أحد مجمعات هونغ كونغ.

## التاريخ
تأسست دار الأزياء الإيطالية الشهيرة فيندي FENDI عام 1925م كمتجر للفراء والجلود في فيا ديل Plebiscito، روم، وظهرت بدايةً بشعارٍ يظهر صورة سنجاب مع اسم الشركة، وقد سُميت على اسم عائلة مؤسسيها إدواردو وأديل فندي تشتهر الشركة بإنتاج الملابس وحقائب اليد والنظارات الشمسية والعطور وغيرها من المنتجات الفاخرة المميزة. ولكن اليوم هي علامة تجارية للسلع الفاخرة متعددة الجنسيات التي تملكها LVMH (لويس فيتون). يعتبر كارل لاغرفيلد المدير الإبداعي للعلامة التجارية، ففي عام 2014، بدأت فندي وضع خطط لاستخدام طائرات بدون طيار لإظهار الموضات المنصة لها.

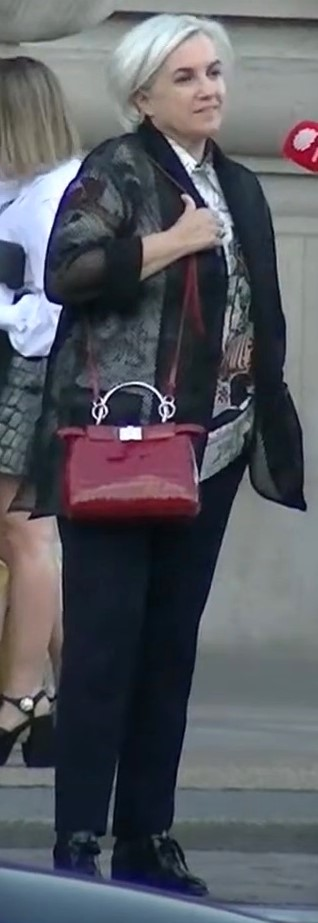
سيلفيا فيدني

-فندي استثمرت أكثر من 2 مليون يورو (2.7 مليون دولار تقريبا) للمساعدة في استعادة نافورة تريفي في روما من تصميم نيكولا سالفي في القرن الثامن عشر. حيث بدأت أعمال الترميم في يونيو 2014.

## مراحل تطور شعار شركة فيندي FENDI[4]
- ظهر الشعار المعروف لأول مرة عام 1965م.
- تم تطويره عام 2000م بتوسيع المسافات بين الأحرف وتعديلها قليلاً.
- عام 2013م تطور الخط أيضاً ليصبح أكثر ليونة وظهرت كلمة ROMA أسفله.

## خطوط
- عطور[5]لديه 28 عطرا. أول عطر تم إصداره عام 1985 وأحدث إصدارته عام 2015. Fendi العطور تم إبتكارها بالتعاون مع الأنف العطري Jean Guichard, Christine Nagel, Francois Demachy, Jean-Pierre Béthouart, Thierry Wasser, Annick Menardo, Jacques Cavallier, Delphine Lebeau و Benoist Lapouza.

### -من اشهرها:
1. asja fendi
2. celebration
3. fantasia fendi
4. fendi
5. fendi 2004
6. fendi for men
7. fendi theorema
8. fendi uomo
9. furiosa
10. palazzo

- نظارات

تتميز نظارات فيندي بالجمع بين الحرفية الإيطالية والزخرفة الإبداعية، كما أن تشكيلتها غنية بالألوان بشكل جريء وفريد.مرخص خط نظارات فندي ل Marchon نظارات ويتضمن صفة طبية النظارات والنظارات الشمسية بالإضافة إلى النظارات الشمسية غير وصفة طبية.
- الساعات

فندي تراخيص حاليا إنتاج الساعات إلى Taramax، الذي لديه حصة مسيطرة. هذه ميزة الحركات السويسرية. الإنتاج لديه فئتين: واحدة للرجال وأخرى للنساء.
- أدوات الكتابة

فندي المرخص لها اسم وشعار لأقلام الصليب في عام 1989، ولكن بحلول عام 2000 هذه الصفقة على ما يبدو ساقطا.
ايلاريا فنتوريني فندي 2012- صدر خط جديد من حقائب اليد المعاد تدويرها. تتكون من علب الصودا، والخروج من منتجات الهيئة.

### ألوان شعار شركة فيندي FENDI[4]
يتميز الشعار بلونه الأسود الذي يرمز إلى الأناقة والنزاهة والتميز والتفوق، وفي النهاية فهو ملك الألوان بلا منازع.

### نوع الخط في شعار شركة فيندي FENDI[4]
يمتاز الشعار ذو الحرفين بخطه من نوع Hevletica ويُعرف الشعار باسم (Zucca) المقلوب، أما الخط الذي يحمل اسم العلامة التجارية فهو Helvetica Bold وقد تم تطويره من قبل إدوارد هوفمان وماكس ميدينجر، ومع ذلك فإن حرف F في العلامة يختلف عن حرف الشعار المقلوب.

## مواقع
وتقع العديد من المحلات الرئيسية فندي في المدن الكبرى مثل نيويورك، باريس، لندن، ميلان، سيول، وطوكيو، على الرغم من أن لديهم أيضا محلين في الولايات المتحدة؛ واحدة في أورلاندو وآخر في وادي الوسطى، نيويورك، في المخارج دبري بريميوم المشتركة.

## التسوق على الإنترنت
-بالإضافة إلى مراكز التسوق والأحادية، يمكن أيضًا شراء سلع من فندي في المتاجر عبر الإنترنت:
- www.fendi.com - الموقع الرسمي لمتجر الإنترنت.
- www.kupivip.ru - خصم العناصر الفاخرة.
- www.farfetch.com.
- www.lamoda.ru.

## حقائق مثيرة للاهتمام[6]
1. تشارك العلامة التجارية بنشاط في الأعمال الخيرية. لذلك، في عام 2015، مع استعادة الأموال التي جمعتها الشركة، تم استعادة واحدة من مناطق الجذب الرئيسية في إيطاليا، نافورة تريفي. هنا، تقرر عقد معرض الذكرى في عام 2016 وتقديم مجموعة جديدة من الملابس. ولتنظيم الحدث، أقيم جسر زجاجي خاص في منتصف النافورة، سار فيه الموديلات. كل ما حدث كان مذهلاً في جماله ونطاقه. لذلك، عند النظر إليها من أعلى، بدا أن الفتيات لا يمشون على المنصة، ولكن على الماء. من المشاهير الذين شاركوا في عرض الأزياء المشاهير مثل الشقيقتين حديد وكيندال جين.
2. اليوم، لدى Fendi أكثر من 160 متجراً في 25 دولة.
3. بمناسبة افتتاح متجر جديد في باريس في 22 أفنيو مونتين في فبراير 2008، قدمت المغنية الشهيرة آمي واينهاوس حفلًا خاصًا.
4. في عام 2007، أقيم عرض للمجموعة الجديدة للعلامة التجارية في سور الصين العظيم.
5. وصل مغني الراب الأمريكي الشهير، كاني ويست، إلى إحدى الحفلات العلمانية التي تحمل شعار العلامة التجارية في معبده.

## حملات فيدني الدعائية
اعتاد المصور العالمي الالماني كارل لاغرفيلد تصوير حملات فيدني الدعائية ومنذ وفاتة تولي عدد من المصورين المشهورين حملات فدني الدعائية.

## مكتب جديد في ساحة كوليسيوم
في أكتوبر 2015، غيرت دار الأزياء فيندي موقعها، وانتقلت إلى كولوسيو كوادراتو الشهيرة. استغرقت أعمال الترميم على إعداد المبنى ما يقرب من عامين، وخلال هذا الوقت تم إنجاز عمل هائل. تحمل المصمم الحديث المتميز ماريو ناني المسؤولية الكاملة عن تصميم المقر الجديد. هم الذين اخترعوا استخدام عناصر الديكور المثيرة للاهتمام مثل الإضاءة المبتكرة في استوديوهات أتيليه بوتيك الجديدة. بفضل Fendi ، يحتوي Coliseum أيضًا على بنتهاوس زجاجي كامل في الطابق العلوي.

## وصلات خارجية
- Official Homepage نسخة محفوظة 20 يونيو 2020 على موقع واي باك مشين.
- Fendi Fall/Winter 2011 Collection on Milan Fashion Week.com
- Harpers Bazaar Interview with Fendi designer Silvia Venturini
- Fendi in Vogue's Style.com Designer Directory
- فيندي – العلامة التجارية وبيانات الشركة في دليل عرض الأزياء
- log-logo - فن تصميم الاشعارات.